# Розточаньский национальный парк
Розточаньский национальный парк (пол. Roztoczański Park Narodowy) — национальный парк на юго-востоке Польши, в Люблинском воеводстве. Штаб-квартира парка располагается в городе Звежинец.
Парк был основан в 1974 году с изначальной площадью 48,01 км². Позже территория была расширена до 84,83 км², из которых 81,02 км² занимают леса; особо охраняемые земли составляют 8,06 км² (10,1 %). Млекопитающие парка включают благородного оленя, европейскую косулю, кабана, обыкновенную лисицу, евразийского волка, барсука и др. В 1982 году в парк были переселены коники (польские пони). Кроме того, здесь обитает 190 видов птиц. Рептилии представлены ящерицами, обыкновенной гадюкой, обыкновенным ужом и европейской болотной черепахой. В парке водятся более 2000 видов насекомых.
На территории парка находятся несколько строго охраняемых зон: Нарт, Буковая гора, Черкис, Яруги и Мендзыржеки.